# Bjørnemyr
Bjørnemyr là một làng nằm ở Na Uy.